# Moderate Party (Verenigde Staten)
De United States Moderate Party (Nederlands: Gematigde Partij van de Verenigde Staten) is een kleine politieke partij in de Verenigde Staten van Amerika.
De Moderate Party werd in september 2005 opgericht en is in de staat Illinois geregistreerd als een politieke partij. De partij streeft naar een belastinghervorming (invoering van de vlaktaks) en naar de terugtrekking van Amerikaanse troepen uit Irak, open democratie, immigratierestricties en staat kritisch tegenover de drugsoorlog. Kandidaten kunnen echter voor de rest afwijkenende standpunten innemen. De partij verzet zich krachtig tegen extreme standpunten.
In 2006 deed Bill Scheurer namens het 8ste kiesdistrict van Illinois mee aan de verkiezingen voor het Congres. Hij kreeg meer dan 5% van de stemmen.